# Preondactylus

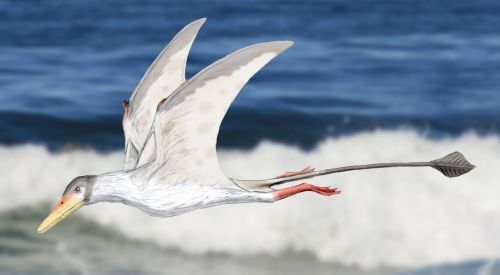
Reconstituição de um Preondactylus.

Preondactylus é um gênero de pterossauro de cauda longa do Triássico que habitou o que hoje é a Itália.